# Xanthorhoe repentinata
Xanthorhoe repentinata là một loài bướm đêm trong họ Geometridae.